# Бест, Саймон
Саймон Джон Бест (англ. Simon John Best; род. 11 февраля 1978, Крейгавон) — ирландский регбист, игравший на позиции пропа. Брат Рори Беста, также профессионального регбиста.

## Карьера
Всю свою жизнь выступал за команду «Ольстер», в сезоне 2005/2006 он выиграл с командой Про12, хотя не сыграл в финале из-за травмы колена. Вместе со своим братом Рори оба представляли сборную Ирландии на двух чемпионатах мира (2003 и 2007) и нескольких Кубках наций. Саймон был капитаном сборной Ирландии с мая по июнь 2007 года.
26 сентября 2007, пребывая на чемпионате мира во Франции, Саймону стало плохо: он покинул расположение сборной и тотчас был госпитализирован в Бордо. Врачи поставили диагноз «аритмия». Вследствие этого 25 февраля 2008 Саймон объявил об уходе из регби, поскольку его здоровье не позволяло ему даже полноценно тренироваться.

## Личная жизнь
Обучался в Колледже Портадауна. Выпускник Ньюкаслского университета по специальности «Агрокультура».